# Ударні діаманти

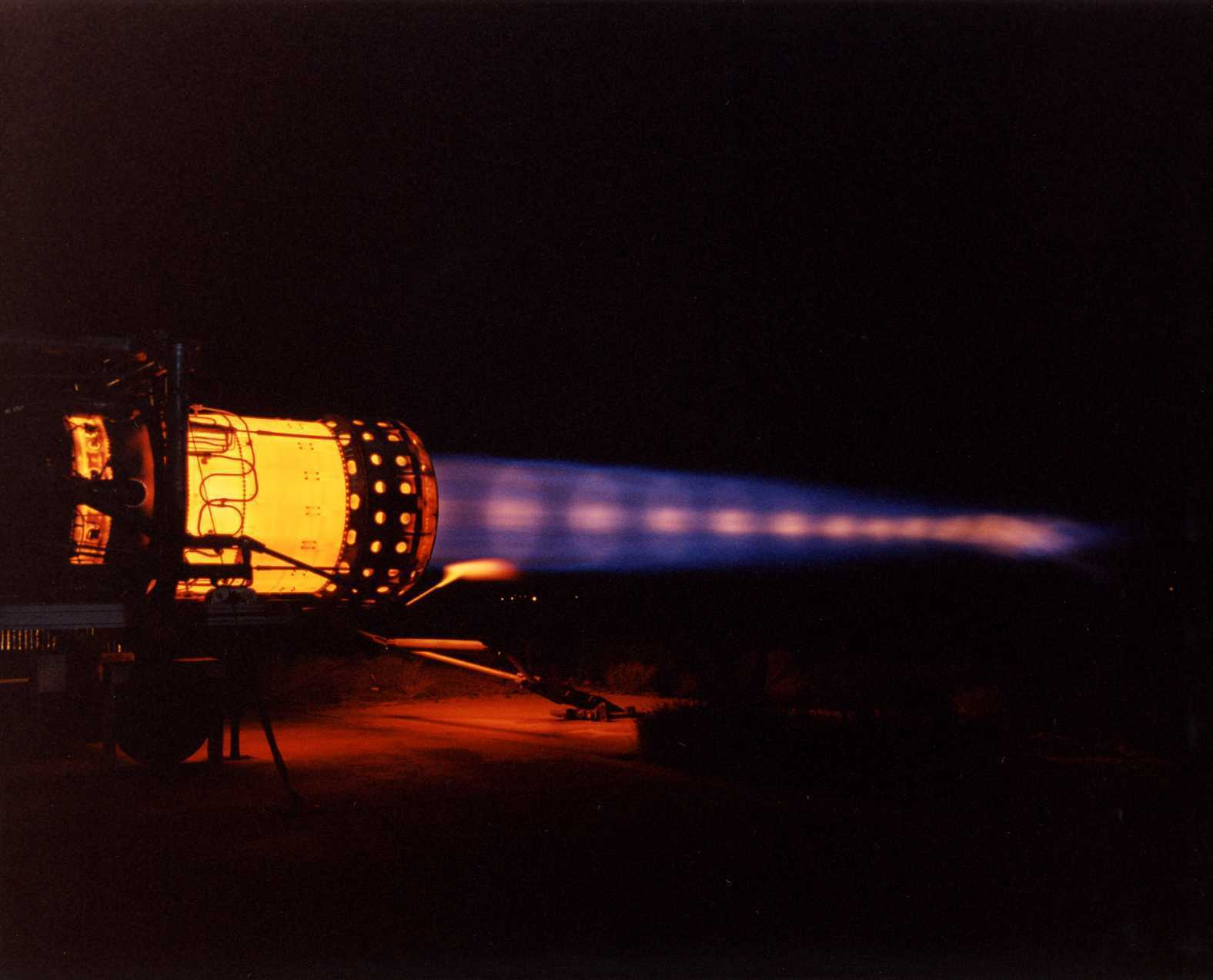
Ударні діаманти у вихлопі двигуна Pratt & Whitney J58 з повним форсуванням на тестовій установці

Ударні діаманти (також відомі як діаманти Маха, диски Маха, діаманти тяги чи танцюючі діаманти) є стаціонарними повторюваними хвильовими утвореннями у вихлопних шлейфах авіакосмічних реактивних двигунів, таких як надзвукові реактивні двигуни, ракети, повітряно-реактивні двигуни або гіперзвукові прямоточні повітряно-реактивні двигуни, під час роботи у газовій атмосфері. У цьому значенні ударні діаманти не мають стосунку до кристалічного вуглецю і жодним чином не пов'язані з синтетичними діамантами, що виробляються під дією тепла та тиску.
Ударні діаманти утворюються тоді, коли надзвуковий вихлоп з сопла трохи над- або пере-розріджений, тобто тиск газу на виході з сопла відрізняється від зовнішнього атмосферного тиску. Коли ударна хвиля відбивається від границі вільного вихлопу, виникає складне потокове поле і утворюються видимі періодичні ромбоподібні візерунки, від яких і походить назва "ударні діаманти". 